# Puebla de Obando (kommun)
Puebla de Obando är en kommun i Spanien.   Den ligger i provinsen Provincia de Badajoz och regionen Extremadura, i den västra delen av landet, 290 km sydväst om huvudstaden Madrid. Antalet invånare är 1 944.